# Alan Kim
Alan Sun Kim (nacido el 23 de abril de 2012) es un actor infantil estadounidense, ampliamente conocido por su papel aclamado por la crítica en la película dramática Minari (2020), por la que fue nominado a un premio BAFTA al mejor actor de reparto.

## Primeros años
Kim nació en Chicago pero se mudó con sus padres a Irvine, California. Hablaba coreano como primer idioma y es cinturón negro de primer grado en taekwondo.

## Carrera en la actuación
A los 7 años, Kim fue elegido para interpretar a David Yi en la película Minari de 2020, por la que ganó el Premio de la Crítica Cinematográfica de 2021 a mejor intérprete joven y fue nominado a un premio BAFTA como mejor actor de reparto, convirtiéndose en uno de los nominados más jóvenes de la categoría. Antes de Minari, la única "actuación" que había hecho fue en un anuncio de Pottery Barn Kids.
En enero de 2021, se anunció que Kim protagonizaría Latchkey Kids junto a Elsie Fisher. Y en marzo de 2021, se anunció que Kim protagonizaría la segunda temporada de Awkwafina Is Nora from Queens como la versión joven de Wally, el padre del personaje principal Awkwafina.
En enero de 2022, Kim se unió a la película IF escrita y dirigida por John Krasinski.